# ウングヴァーリ・アティッラ
ウングヴァーリ・アティッラ（Ungvári Attila 1988年10月25日- ）はハンガリーのペシュト県・ツェグレード出身の柔道選手。階級は73kg級と81kg級。兄はロンドンオリンピックの66kg級で2位になったウングヴァーリ・ミクローシュ。

## 人物
2007年のU23ヨーロッパ選手権66kg級で3位になった。その後階級を73kg級に上げると、2009年のユニバーシアードで2位になるが、世界選手権では7位だった。2010年のヨーロッパ選手権で3位になると、 U23ヨーロッパ選手権では優勝した。2011年にはワールドマスターズで3位、グランドスラム・パリで2位、地元開催のワールドカップ・ブダペストで優勝した。しかし、ワールドマスターズとワールドカップ・ブダペストにおけるドーピング検査でステロイドの一種であるスタノゾロールの陽性反応を示したことで、2年間の出場停止処分を受けた。これにより、2012年のロンドンオリンピックには出場できなかったが、66kg級に出場した兄は2位になった。2013年には復帰すると、81kg級に階級を変更した。2015年のグランプリ・ウランバートルで2位、2016年のグランプリ・ブダペストで3位になるなど一定の成績を収めるが、チョクニャイ・ラースローとの代表争いに敗れて2016年のリオデジャネイロオリンピックには出場できなかった。2019年のヨーロッパ競技大会では2位となった。

## 主な戦績
- 2007年 - U23ヨーロッパ選手権　3位(66kg級)

73kg級での戦績
- 2008年 - 嘉納杯　5位
- 2009年 - グランドスラム・モスクワ　3位
- 2009年 - ユニバーシアード　2位
- 2009年 - 世界選手権　7位
- 2009年 - U23ヨーロッパ選手権　2位
- 2009年 - グランドスラム・東京　5位
- 2010年 - ワールドマスターズ　5位
- 2010年 - ヨーロッパ選手権　3位
- 2010年 - グランドスラム・リオデジャネイロ　2位
- 2010年 - U23ヨーロッパ選手権　優勝
- 2011年 - ワールドマスターズ　3位
- 2011年 - グランドスラム・パリ　2位
- 2011年 - ワールドカップ・ブダペスト　優勝
- 2013年 - ユニバーシアード　個人戦　5位　団体戦　3位

81kg級での戦績
- 2013年 - ヨーロッパオープン・グラスゴー　優勝
- 2014年 - グランプリ・サムスン　3位
- 2015年 - グランプリ・ウランバートル　2位
- 2016年 - アフリカオープン・カサブランカ　優勝
- 2016年 - グランプリ・ブダペスト　3位
- 2016年 - ヨーロッパオープン・タリン　優勝
- 2017年 - グランプリ・デュッセルドルフ　2位
- 2017年 - グランドスラム・エカテリンブルグ　2位
- 2017年 - グランプリ・カンクン　3位
- 2017年 - グランプリ・ザグレブ　優勝
- 2019年 - ヨーロッパ競技大会　2位
- 2019年 - グランプリ・ブダペスト　3位
- 2021年 -　グランドスラム・アンタルヤ　3位
- 2021年 -　グランドスラム・カザン　優勝
- 2022年 -　ヨーロッパ選手権　3位
- 2022年 -　グランドスラム・バクー　3位
- 2023年 -　グランドスラム・タシケント　優勝

(出典、JudoInside.com)